# 天主教阿爾梅里亞教區
天主教阿爾梅里亞教區（拉丁語：Dioecesis Almeriensis）是西班牙一個羅馬天主教教區，屬格拉納達總教區。
教區成立於1492年5月21日，位於阿爾梅里亞省。2007年，在當地581,200人口中，有教友531,000人，佔轄區總人口91.4%、211個堂區、165名司鐸、55名修士、425名修女。現任教區主教為阿多佛·岡薩雷斯·蒙特斯。